# فيرتشوا فايتر 2
فيرتشوا فايتر 2(بالإنجليزية:Virtua Fighter 2 ؛ باليابانية:バーチャファイター 2) هي لعبة إلكترونية من نمط المبارزة والقتال تلعب بين شخصين أو شخص واحد من ناشر من قبل سيجا و تطوير من قبل سيجاAM2 وهي الجزء الثاني من سلسلة فيرتشوا فايتر في عام 1994.

## شخصيات
- أكيرا يوكي
- جاكي براينت
- لاو شان
- كاجي مارو
- وولف هووكفيلد
- جفري ماكوايلد
- باي شان
- سارة براينت
- دورال

### شخصيات جديدة
- شوندي
- ليون رافالي